# Насер Сейдини
Насер Сейдини (на македонска литературна норма: Насер Сеjдини, на албански: Naser Sejdini) е флотски офицер, генерал-лейтенант от Северна Македония.

## Биография
Роден е на 29 октомври 1957 година в гостиварското село Лакавица, Югославия. През 1972 г. завършва основно образование, а гимназия през 1976 г. През 1980 г. завършва Военноморската академия на ЮНА в Дивуле, Сплит. От 1980 до 1981 г. е офицер във военноморски сектор. Между 1981 и 1983 г. е помощник-командир на патрулен кораб в Пула. В периода 1983 – 1987 г. е командир на патрулен кораб пак там. Между 1983 и 1991 г. е помощник-командир по политическата част на четвърти учебен свързочен батальон. От юни 1991 до май 1992 г. е член на народната гвардия на Република Хърватска (ЗНГ). През 1992 г. влиза в армията на Република Македония като помощник началник-щаб по оперативно-учебната дейност. В периода 1992 – 1997 г. е командир на граничен батальон в Гевгели и Струмица. Между 1997 и 2000 г. е началник-щаб и същевременно заместник-командир на пехотна бригада в Гевгели. През 1999 г. завършва Военната академия „Михайло Апостолски“ в Скопие. От 2000 до 2001 г. е помощник-офицер в секцията за логистика (С-4) на Генералния щаб на армията на Република Македония. От 2001 до 2003 г. е началник на Г-5 в Генералния щаб на армията на Република Македония. От 2003 до 2004 г. е командир на Командването за обучение. През 2004 г. завършва Школа за национална отбрана в Турция. В периода 2004 – 2008 г. е командир на първа пехотна бригада в Щип. През 2008 г. е заместник-командир на Обединеното оперативно командване. В периода 2008 – 2015 г. е заместник-началник на Генералния щаб на армията на Република Македония. Излиза в запаса през 2015 г.

## Военни звания
- Подпоручик (1980)
- Поручик (1981)
- Капитан (1984)
- Капитан 1 клас (1989)
- Майор (1993)
- Подполковник (1998)
- Полковник (2003)
- Бригаден генерал (2006)
- Генерал-майор (2008)
- Генерал-лейтенант (2015)

## Награди
- Военноморска значка, 1983 година;
- Медал за военни заслуги, 1984 година;
- Орден на Народната армия със сребърни мечове, 1990 година.